# Usercaré
Usercaré (Userkare) foi o segundo faraó da VI dinastia egípcia. O seu nome significa "o ka de Rá é poderoso".
O seu nome é mencionado no Papiro Real de Turim e na lista real de Abido (nº35), bem como em documentos e objectos da sua época. Estima-se que tenha tido um curto reinado entre os dois e os sete anos.
Usercaré foi o sucessor de Teti, mas não teria qualquer laço familiar com este. De acordo com o historiador ptolemaico Manetão, Teti foi assassinado pela sua guarda pessoal. Alguns autores, como W. Helck, sugerem que Usercaré pode ter estado envolvido num plano que levou à morte de Teti , embora não existam provas conclusivas a este respeito. O nome Usercaré possui reminiscências com os nomes dos reis da V dinastia, sendo por esta razão sugerido que ele seria um rival oriundo do seio daquela dinastia que contestava Teti. 
Para além disso, tem sido também proposto que Usercaré teria sido um regente na menoridade do filho de Teti, Pepi. Como forma de refutar estas hipóteses aponta-se o facto dos regentes não utilizarem a titulatura completa dos reis, como Usercaré fez, nem os usurpadores serem incluídos nas listas reais.
De resto, pouco se conhece sobre Usercaré. Um documento refere-se a um grupo de operários que trabalhavam num projecto de grandes dimensões, talvez a construção do seu túmulo. No entanto, não se conhece nenhuma estrutura funerária associada a este rei. 